# Łącze telekomunikacyjne komutowane
Łącze telekomunikacyjne komutowane – połączenie użytkownika korzystającego z zasobów sieci zestawione na określony czas, z wykorzystaniem publicznej sieci telefonicznej. 
W przypadku wykorzystywania łącza analogowego do transmisji danych wymagane jest stosowanie modemu, który umożliwia przesyłanie danych przez kanały analogowe. 
Łącze telekomunikacyjne komutowane stanowi jedną z najtańszych metod dostępu do Internetu (zwykle w cenie lokalnej rozmowy telefonicznej, które np. w USA były darmowe), umożliwiając jednak niewielką szybkość transmisji, do kilkudziesięciu kb/s.